# Новара
За провинцията вижте Новара (провинция).
Нова̀ра (на италиански: Novara, на пиемонтски Noara, Ноара, на ломбардски Nuara, Нуара) е град и община в Северна Италия, административен център на провинция Новара в регион Пиемонт. Разположен е на 162 m надморска височина. Населението на града е 105 024 души (към декември 2010).